# Версия Браунинга (фильм, 1994)
«Версия Браунинга» (англ. The Browning Version) — кинофильм. Экранизация пьесы Теренса Реттигена. Также является ремейком одноимённого фильма 1951 года.

## Сюжет
Эндрю Крокер-Харрис (Альберт Финни), стареющий преподаватель классической литературы в английской частной школе, вынужден уйти в отставку по состоянию здоровья. За несколько прощальных дней он успевает понять, что потерпел неудачу, как преподаватель, жена изменяет ему, а его ученики и коллеги презирают его. И только неожиданный подарок Таплоу, одного из учеников, — перевод «Агамемнона» поэта Роберта Браунинга, способен растопить лёд в его сердце.

## В ролях
- Альберт Финни — Эндрю Крокер-Харрис
- Грета Скакки — Лора Крокер-Харрис
- Мэттью Модайн — Фрэнк Хантер
- Джулиан Сэндс — Том Гилберт
- Майкл Гэмбон — д-р Фробишер
- Бен Сильверстоун — Таплоу

## Награды и номинации
В 1994 году фильм был номинирован на «Золотую пальмовую ветвь» Каннского фестиваля. В 1995 году — на премию BAFTA за лучший сценарий.